# Jaroslav Kratka
Jaroslav Kratka (* 18. června 1947) je český evangelický duchovní a rozhlasový novinář.

## Život
Ordinován byl ve Slezské církvi evang. a. v. Je duchovním Evangelické církve augsburského vyznání (ECAV), členem její církevní rady. Od roku 2010 působí jako sborový farář v brněnském církevním sboru této církve. V letech 1991 až 2005 se podílel na vydávání časopisu Deník mladých (Náš denní chléb: Moudrost pro život).
Spolupracoval s Radiem Proglas a TV Noe jako scenárista, redaktor a moderátor. Od roku 1996 se podílí na iniciativách Slavkovské iniciativy smíření.
V roce 2006 se stal laureátem Ceny Jihomoravského kraje za přínos v oblasti mezilidských vztahů.